# 山田暢久
山田 暢久（やまだ のぶひさ、1975年9月10日 - ）は、静岡県藤枝市出身の元プロサッカー選手、サッカー指導者。ポジションはミッドフィールダー、ディフェンダー、フォワード。元日本代表。弟の山田智紀は元プロサッカー選手。
1994年の入団以来、浦和レッズ一筋でプレーしたバンディエラである。

## 来歴
1994年に藤枝東高校から浦和レッズに入団。デビュー当時はフォワードで福田正博と2トップを組むこともあったが、1995年以降は主に右サイドバックや右ウイングバックとしてプレーしている。その他にもトップ下、ボランチ、センターバックなど、ゴールキーパーを除くあらゆるポジションで起用される。
2003年は日本代表の右サイドバックに定着した。チームでも右ウイングバックのレギュラーを守り、ナビスコカップ優勝で自身初のタイトルを獲得した。
2004年は1stステージでは右ウイングバック、山瀬功治が負傷で戦線離脱した2ndステージではトップ下として活躍。2ndステージを制して最後のステージ優勝をキャプテンとして飾ったが、チャンピオンシップでは横浜F・マリノスに敗れた。
2005年8月24日、ヴィッセル神戸戦（駒場）でJ1リーグ300試合出場を達成。20代ではリーグ初。
2006年は序盤こそ定位置の右サイドで出場していたが、夏場にコンディションを落として控えに回った。しかし、途中出場で決勝点を決めた9月16日のサンフレッチェ広島戦以降、トップ下の一角としてレギュラーに復帰。自己最多の6得点を挙げて優勝に貢献した。
2007年は再び右ウイングバックに戻された。10月29日の名古屋グランパス戦で肉離れを起こすまではリーグ戦、ACL、ナビスコカップなどの公式戦のほとんど全てに先発出場した。4月7日、ジュビロ磐田戦（埼玉スタジアム2002）でJ1リーグ350試合出場を達成。この記録はJ1最年少記録。
2008年は開幕戦から数試合はトップ下を任され、その後はボランチや右ウイングバックとして出場した。10月19日に行われた神戸戦では初めて左サイドバックでスタメン出場するが、後半開始から右サイドバックにポジションを替えた。11月8日、コンサドーレ札幌戦（札幌ドーム）で史上3人目となる、J1リーグ400試合出場を達成。
2009年はチームが8シーズンぶりに4バックを採用する中で、右サイドバックのレギュラーを確保する。また、田中マルクス闘莉王が抜けたナビスコカップ予選では、坪井慶介と共にセンターバックとしてもプレーした。
2010年は田中マルクス闘莉王が名古屋に移籍したため、開幕戦からセンターバックで出場。夏場にスピラノビッチが復帰して以降もセンターバックとして出場した。
2011年は開幕当初はセンターバック、東日本大震災での中断明けからは主にボランチ、終盤戦は左右のサイドバックとして出場し、さまざまなポジションで貴重な戦力として活躍した。
2012年途中出場が続いていたが、怪我により長期離脱を強いられる。終盤、永田充が右太もも裏の肉離れから長期離脱を余儀なくされ、センターバックとしてスタメンに入り3位浮上に大きく貢献した。
2013年4月27日の清水エスパルス戦でデビューから20年目を迎えた。Jリーグで1チームで在籍20年目を迎えるのは史上初、海外でもGKを除くフィールドプレイヤーで1チーム在籍20年を超える選手は、フランチェスコ・トッティ、ライアン・ギグス他数人しかいない。奇しくも静岡県草薙総合運動場陸上競技場で行われたデビュー戦と同一カードとなった。これを記念し、当日は山田暢久20thアニバーサリーが行われた。
5月11日の鹿島アントラーズ戦に83分から途中出場し、今季リーグ戦初出場した。
10月27日柏レイソル戦に途中出場し、伊東輝悦、楢﨑正剛に次ぐJリーグ通算500試合出場を達成した。同一チーム在籍20年を迎えた選手の500試合出場はJリーグ初の快挙である。

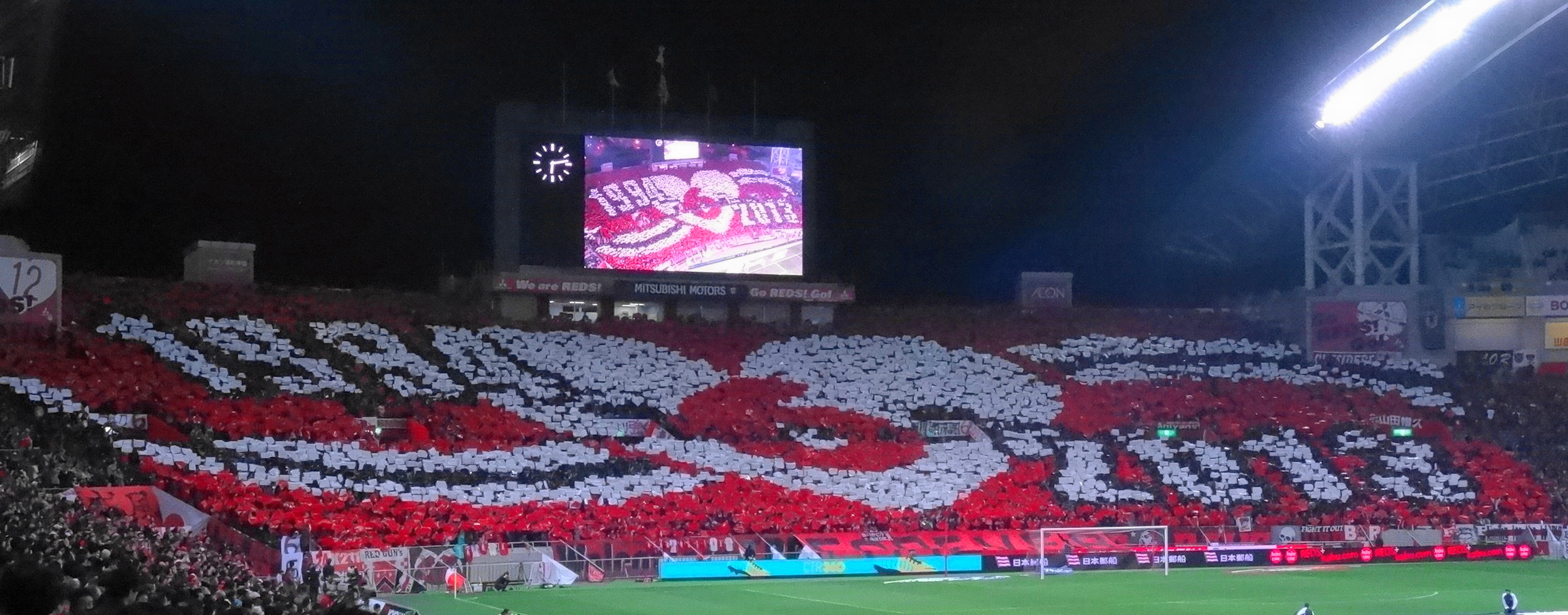
退団する山田へ向け、URAWA BOYSはコレオグラフィーを作った。

2013年シーズン限りで契約満了 に伴い、現役を引退した。バンディエラ（フランチャイズ・プレイヤー、ワン・クラブ・マン）歴21年間は“ミスター・レッズ”福田を超えチーム最長。2014年末、Jリーグ功労選手賞を受賞。
引退後は浦和のクラブスタッフとなり、2015年、ユースチームのサポートコーチを務める。2017年2月8日に業務委託契約が解除される。
2019年、神奈川県社会人サッカーリーグ1部のイトゥアーノFC横浜の監督に就任 し、2020年は監督兼選手となることが発表された。

## エピソード
- 2004年2月9日、茨城県鹿嶋市での日本代表合宿中に、他の7選手とともに無断外出していたことが発覚。他の選手と異なり飲食はしなかったものの、監督だったジーコは「裏切り行為と感じた」として、山田ら8人を代表から外した[6]。
- 2005年4月に行われた大分トリニータ戦でペナルティエリア内で相手選手に倒され肩が外れてしまった。しかし、その際に相手選手のファールをとらずに山田のシミュレーションをとりイエローカードを貰ってしまった。そのシーンは、2013年8月22日にテレビ朝日で放送された『マツコ&有吉の怒り新党』内のコーナーで「気の毒なイエローカード」として取り上げられた[7]。

## 所属クラブ
- 藤枝市立稲葉小学校
- 1988年 - 1990年 藤枝市立藤枝中学校
- 1991年 - 1993年 静岡県立藤枝東高校
- 1994年 - 2013年 浦和レッズ

## 個人成績
| 国内大会個人成績 | 国内大会個人成績 | 国内大会個人成績 | 国内大会個人成績 | 国内大会個人成績 | 国内大会個人成績 | 国内大会個人成績 | 国内大会個人成績 | 国内大会個人成績 | 国内大会個人成績 | 国内大会個人成績 | 国内大会個人成績 |
| 年度             | クラブ           | 背番号           | リーグ           | リーグ戦         | リーグ戦         | リーグ杯         | リーグ杯         | オープン杯       | オープン杯       | 期間通算         | 期間通算         |
| 年度             | クラブ           | 背番号           | リーグ           | 出場             | 得点             | 出場             | 得点             | 出場             | 得点             | 出場             | 得点             |
| 日本             | 日本             | 日本             | 日本             | リーグ戦         | リーグ戦         | リーグ杯         | リーグ杯         | 天皇杯           | 天皇杯           | 期間通算         | 期間通算         |
| ---------------- | ---------------- | ---------------- | ---------------- | ---------------- | ---------------- | ---------------- | ---------------- | ---------------- | ---------------- | ---------------- | ---------------- |
| 1994             | 浦和             | -                | J                | 15               | 1                | 0                | 0                | 3                | 0                | 18               | 1                |
| 1995             | 浦和             | -                | J                | 42               | 1                | -                | -                | 3                | 0                | 45               | 1                |
| 1996             | 浦和             | -                | J                | 30               | 3                | 11               | 0                | 4                | 1                | 45               | 4                |
| 1997             | 浦和             | 13               | J                | 22               | 1                | 6                | 0                | 2                | 0                | 30               | 1                |
| 1998             | 浦和             | 2                | J                | 34               | 0                | 4                | 0                | 3                | 0                | 41               | 0                |
| 1999             | 浦和             | 2                | J1               | 29               | 1                | 4                | 1                | 2                | 1                | 35               | 3                |
| 2000             | 浦和             | 2                | J2               | 39               | 2                | 2                | 0                | 2                | 0                | 43               | 2                |
| 2001             | 浦和             | 2                | J1               | 27               | 3                | 6                | 0                | 4                | 1                | 37               | 4                |
| 2002             | 浦和             | 2                | J1               | 28               | 1                | 8                | 0                | 1                | 0                | 37               | 1                |
| 2003             | 浦和             | 6                | J1               | 27               | 3                | 11               | 0                | 1                | 0                | 39               | 3                |
| 2004             | 浦和             | 6                | J1               | 27               | 2                | 9                | 2                | 4                | 0                | 40               | 4                |
| 2005             | 浦和             | 6                | J1               | 32               | 3                | 10               | 1                | 5                | 2                | 47               | 6                |
| 2006             | 浦和             | 6                | J1               | 32               | 6                | 7                | 1                | 5                | 0                | 44               | 7                |
| 2007             | 浦和             | 6                | J1               | 29               | 0                | 2                | 0                | 0                | 0                | 31               | 0                |
| 2008             | 浦和             | 6                | J1               | 28               | 0                | 6                | 0                | 2                | 0                | 36               | 0                |
| 2009             | 浦和             | 6                | J1               | 30               | 0                | 7                | 1                | 1                | 0                | 38               | 1                |
| 2010             | 浦和             | 6                | J1               | 27               | 0                | 4                | 0                | 4                | 0                | 35               | 0                |
| 2011             | 浦和             | 6                | J1               | 24               | 0                | 4                | 0                | 4                | 0                | 32               | 0                |
| 2012             | 浦和             | 6                | J1               | 8                | 0                | 5                | 0                | 2                | 0                | 15               | 0                |
| 2013             | 浦和             | 6                | J1               | 10               | 0                | 3                | 0                | 1                | 0                | 14               | 0                |
| 通算             | 日本             | 日本             | J1               | 501              | 25               | 107              | 6                | 51               | 5                | 659              | 36               |
| 通算             | 日本             | 日本             | J2               | 39               | 2                | 2                | 0                | 2                | 0                | 43               | 2                |
| 総通算           | 総通算           | 総通算           | 総通算           | 540              | 27               | 109              | 6                | 53               | 5                | 702              | 38               |

その他の公式戦
- 2004年
  - Jリーグチャンピオンシップ 2試合0得点
- 2006年
  - スーパーカップ 1試合0得点
- 2007年
  - スーパーカップ 1試合0得点

| 国際大会個人成績 | 国際大会個人成績 | 国際大会個人成績 | 国際大会個人成績 | 国際大会個人成績 | FIFA      | FIFA      |
| 年度             | クラブ           | 背番号           | 出場             | 得点             | 出場      | 得点      |
| AFC              | AFC              | AFC              | ACL              | ACL              | クラブW杯 | クラブW杯 |
| ---------------- | ---------------- | ---------------- | ---------------- | ---------------- | --------- | --------- |
| 2007             | 浦和             | 6                | 9                | 1                | 2         | 0         |
| 2008             | 浦和             | 6                | 4                | 0                | -         | -         |
| 2013             | 浦和             | 6                | 1                | 0                | -         | -         |
| 通算             | AFC              | AFC              | 14               | 1                | 2         | 0         |

その他の国際公式戦
- 2007年
  - A3チャンピオンズカップ 3試合0得点
- 初出場 1994年4月27日対清水エスパルス戦(草薙)
- 初得点 1994年11月19日対横浜マリノス戦(富山)

## タイトル

### クラブ
浦和レッズ
- J1リーグ：1回（2006年）
- J1リーグ 2ndステージ：1回（2004年）
- Jリーグカップ：1回（2003年）
- 天皇杯全日本サッカー選手権大会：2回（2005年、2006年）
- FUJI XEROX SUPER CUP：1回（2006年）
- AFCチャンピオンズリーグ：1回（2007年）

### 個人
- Jリーグ功労選手賞：（2014年）

## 代表歴

### 出場大会など
- 1995年　FIFAワールドユース
- 2003年　FIFAコンフェデレーションズカップ
- 2003年　東アジアサッカー選手権

### 試合数
- 国際Aマッチ 15試合 1得点 (2002年 - 2004年)

| 日本代表 | 国際Aマッチ | 国際Aマッチ |
| 年       | 出場        | 得点        |
| -------- | ----------- | ----------- |
| 2002     | 1           | 0           |
| 2003     | 11          | 0           |
| 2004     | 3           | 1           |
| 通算     | 15          | 1           |

### 出場
| No. | 開催日         | 開催都市         | スタジアム                       | 対戦相手         | 結果 | 監督             | 大会                       |
| --- | -------------- | ---------------- | -------------------------------- | ---------------- | ---- | ---------------- | -------------------------- |
| 1.  | 2002年11月20日 | 埼玉県           | 埼玉スタジアム2002               | アルゼンチン     | ●0-2 | 山本昌邦（代行） | キリンチャレンジカップ     |
| 2.  | 2003年06月11日 | 埼玉県           | 埼玉スタジアム2002               | パラグアイ       | △0-0 | ジーコ           | キリンカップ               |
| 3.  | 2003年06月18日 | サンドニ         |                                  | ニュージーランド | ○3-0 | ジーコ           | コンフェデレーションカップ |
| 4.  | 2003年06月20日 | サンテティエンヌ |                                  | フランス         | ●1-2 | ジーコ           | コンフェデレーションカップ |
| 5.  | 2003年06月22日 | サンテティエンヌ |                                  | コロンビア       | ●0-1 | ジーコ           | コンフェデレーションカップ |
| 6.  | 2003年08月20日 | 東京都           | 国立霞ヶ丘競技場陸上競技場       | ナイジェリア     | ○3-0 | ジーコ           | キリンチャレンジカップ     |
| 7.  | 2003年09月10日 | 新潟県           | 新潟スタジアム                   | セネガル         | ●0-1 | ジーコ           | キリンチャレンジカップ     |
| 8.  | 2003年10月11日 | ブカレスト       |                                  | ルーマニア       | △1-1 | ジーコ           | 国際親善試合               |
| 9.  | 2003年11月19日 | 大分県           | 大分スポーツ公園総合競技場       | カメルーン       | △0-0 | ジーコ           | キリンチャレンジカップ     |
| 10. | 2003年12月04日 | 東京都           | 国立霞ヶ丘競技場陸上競技場       | 中華人民共和国   | ○2-0 | ジーコ           | 東アジア選手権             |
| 11. | 2003年12月07日 | 埼玉県           | 埼玉スタジアム2002               | 香港             | ○1-0 | ジーコ           | 東アジア選手権             |
| 12. | 2003年12月10日 | 神奈川県         | 横浜国際総合競技場               | 韓国             | △0-0 | ジーコ           | 東アジア選手権             |
| 13. | 2004年02月07日 | 茨城県           | 茨城県立カシマサッカースタジアム | マレーシア       | ○4-0 | ジーコ           | キリンチャレンジカップ     |
| 14. | 2004年02月12日 | 東京都           | 国立霞ヶ丘競技場陸上競技場       | イラク           | ○2-0 | ジーコ           | 国際親善試合               |
| 15. | 2004年02月18日 | 埼玉県           | 埼玉スタジアム2002               | オマーン         | ○1-0 | ジーコ           | ワールドカップ予選         |

### ゴール
| #  | 開催年月日   | 開催地     | 対戦国     | 勝敗 | 試合概要                   |
| -- | ------------ | ---------- | ---------- | ---- | -------------------------- |
| 1. | 2004年2月7日 | 日本、鹿嶋 | マレーシア | ○4-0 | キリンチャレンジカップ2004 |

## 引退試合
2014年7月5日、埼玉スタジアム2002で『山田暢久引退試合 NOBUHISA YAMADA TESTIMONIAL』が行われた。
| 2014年7月5日 17:04 |

| 浦和レッズ                                                                  | 5 - 6    | レッズ歴代選抜 Rest of the REDS                                                                 |
| 李忠成 11分 · 関根貴大 62分 · 矢島慎也 65分 · 山田直輝 78分 · 山田暢久 82分 | レポート | ポンテ 19分 · ワシントン 26分 · 山田暢久 28分 · ワシントン 45分 · 池田伸康 54分 · 山田樹生 71分 |

| 埼玉スタジアム2002 観客数: 33,828人 主審: 東城穣 |

### 参加選手
浦和レッズ（監督:ミハイロ・ペトロヴィッチ）
- 6.山田暢久
  - 山田暢は71分から浦和レッズチームで出場
- 浦和レッズ現役所属選手。但しレッズ歴代選抜チームより出場する選手と西川周作を除く
  - 山岸範宏は6月に山形に移籍した為、レッズ歴代選抜チームより出場予定であったが出場出来なくなった。また、入れ替わる形で水戸より加入した岩舘直は浦和レッズチームで参加した。
- 浦和レッズユース選手（24.小川紘生、25.茂木力也、26.斎藤翔太）

レッズ歴代選抜 Rest of the REDS（監督:ギド・ブッフバルト）
- 1.安藤智安、2.坪井慶介、4.田中マルクス闘莉王、5.ネネ、6.山田暢久、6.山田樹生、7.酒井友之、8.小野伸二、9.福田正博、10.ポンテ、11.田中達也、12.室井市衛、13.鈴木啓太、14.平川忠亮、15.福永泰、16.宮沢克行、17.長谷部誠、18.池田伸康、19.内舘秀樹、20.堀之内聖、21.ワシントン、22.城定信次、23.都築龍太、30.岡野雅行
  - 山田暢は65分までレッズ歴代選抜チームで出場、山田樹は山田暢の長男。長谷部は所属クラブとの契約により試合出場不可。永井雄一郎も出場する予定だったが、アルテリーヴォ和歌山の天皇杯二回戦進出が決まったため出場出来なくなった。

## 指導歴
- 2015年 - 2017年 浦和レッズ育成サポートコーチ
- 2019年 - イトゥアーノFC横浜 監督